# Sprachenland Nordfriesland
Sprachenland Nordfriesland ist eine Aktion, die 1997 vom Nordfriisk Instituut gegründet wurde und sich der Förderung der Sprachenvielfalt im Kreis Nordfriesland (Nordfriesisch, Südjütisch, Niederdeutsch, Reichsdänisch und Hochdeutsch) und ihrer öffentlichen Wahrnehmung verschrieben hat. Träger der Aktion sind neben dem Nordfriisk Instituut in Bredstedt die beiden großen friesischen Vereine (die Friisk Foriining und der Nordfriesische Verein), die Sydslesvigsk Forening als Kulturverband der dänischen Minderheit und das Zentrum für Niederdeutsch in Leck.
Erstmals in öffentliche Erscheinung trat die Aktion mit einem Sprachen- und Straßenfest zum 50. Gründungstags des Vereins Nordfriesisches Institut e.V. im Jahr 1998. Anlässlich des in den Medien viel beachteten Jahreswechsels 1999/2000 folgte ein Schreibwettbewerb zum Thema "Nordfriesland im Jahr 2100", bei dem 26 Texte auf Friesisch und Niederdeutsch eingereicht wurden. Im Europäischen Jahr der Sprachen 2001 folgte ein weiteres Sprachenfest in der Nordsee Akademie in Leck. Am 40-jährigen Jubiläum des Kreises Nordfriesland 2010 beteiligte sich die Aktion mit einem Fest der nordfriesischen Vielfalt in Bredstedt.
Die Aktion spricht sich für eine mehrsprachige frühkindliche Erziehung aus. Im Jahr 2012 wurde aus der Aktion heraus der Vorschlag geäußert, sich um eine Anerkennung der nordfriesischen Sprachlandschaft als Weltkulturerbe einzusetzen.

## Sprachenfreundliche Gemeinden, Betriebe und Vereine
Seit dem Jahr 2001 vergibt die Aktion in unregelmäßigen Abständen die Auszeichnung Sprachenfreundliche Gemeinde an Kommunen, die die Mehrsprachigkeit vorbildlich unterstützen. Seit dem Jahr 2007 können auch sprachenfreundliche Betriebe, Vereine und andere Einrichtungen die Auszeichnung erhalten. Der Wettbewerb hat bei anderen kleinen Sprachgruppen Nachahmung gefunden und wurde auch auf europäischer Ebene gewürdigt. Bisherige Preisträger sind:
2001
- Borgsum
- Risum-Lindholm
- Sylt-Ost
- Utersum
- Welt
- Husum

2002
- Amt Nordstrand
- Viöl
- Niebüll

2005
- Helgoland
- Amt Treene

2007
- Horstedt
- Koldenbüttel
- Süderende
- Arbeitsgemeinschaft Deutsches Schleswig (Kindergärten)
- Klinikum Nordfriesland
- Nordfriesland-Redaktion des Schleswig-Holsteinischen Zeitungsverlags (Sonderpreis)

2012
- Amt Mittleres Nordfriesland
- Amt Nordsee-Treene
- Risum-Lindholm
- Kindergarten Breklum
- Boßelvereen Eiderbund